# Sebastian Siebrecht

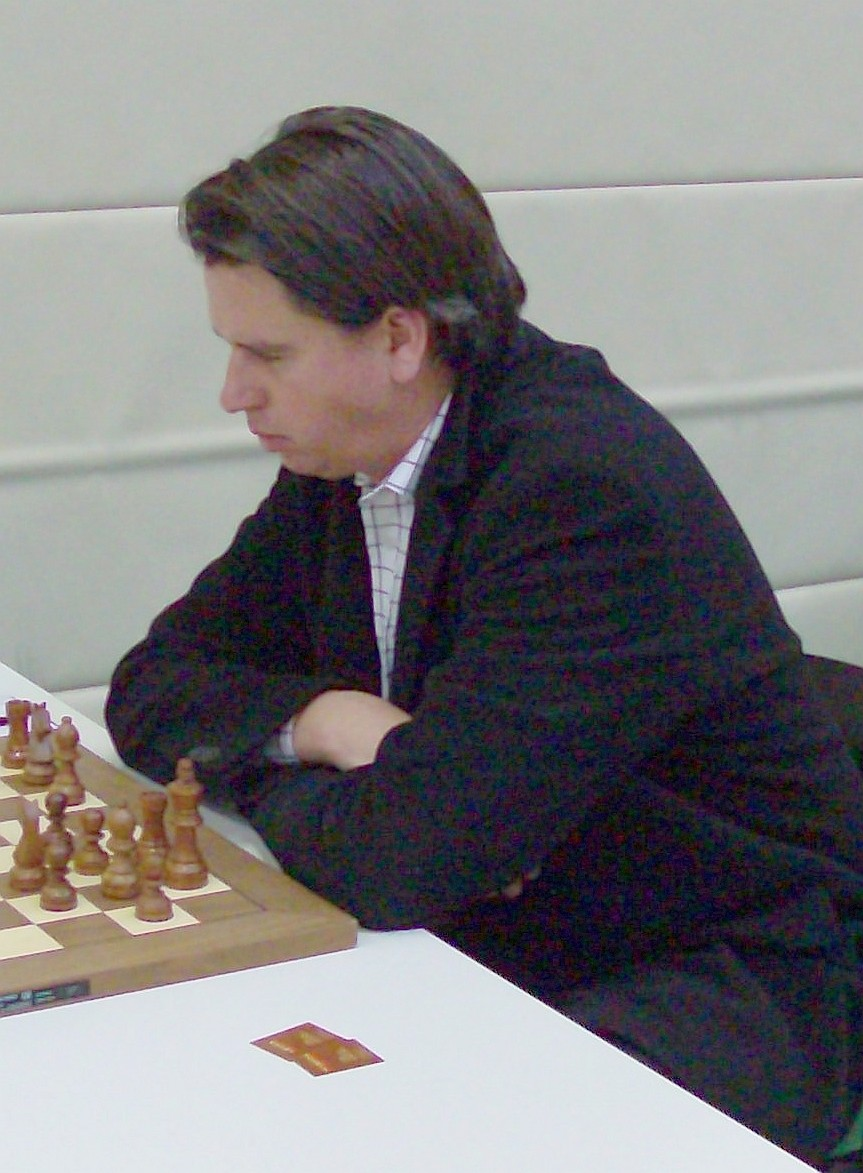
Sebastian Siebrecht

Sebastian Siebrecht (Herdecke, 16 april 1973) is een Duitse schaker. Hij is sinds 2008 een grootmeester (GM).
Ook is hij commentator, moderator, speaker, analysator, journalist, personal coach en zet hij zich in voor schaakprojecten op lagere scholen. Hij geeft schaaksimultaans en trainde onder andere de sjeik van Abu Dhabi. Ook trainde hij het vrouwenteam van Zwitserland voor de Schaakolympiade 2012 in Istanboel. Hij studeerde rechten aan de Ruhr-Universiteit in Bochum. Hij runt een agentschap voor evenementen en is de eerste schaakgrootmeester van Essen.
Sinds 2012 organiseert hij in winkelcentra door heel Duitsland het evenement Faszination Schach, met schaaklessen voor kinderen en volwassenen. Sinds 2020 is daaraan door meer dan 60.000 kinderen/jeugdigen en meer dan 150.000 volwassenen deelgenomen. Siebrecht krijgt hierbij medewerking van o.a. Elisabeth Pähtz.

## Beginjaren
Sebastian Siebrecht, geboren in Herdecke op 16 april 1973, verhuisde op driejarige leeftijd met zijn ouders naar Essen. Zijn interesse voor het schaken werd gewekt door zijn vader en zijn broer. Op school speelde hij tijdens wiskundelessen, op het Helmholtz-Gymnasium in Essen-Rüttenscheid, blindschaak met een vriend. Vanwege zijn lengte werd hij op school geselecteerd voor het basketbal-team, waarmee hij speelde in de regionale (NRW) afdeling voor spelers tot 17 jaar.

## Schaakcarrière
In 1993 werd Sebastian Siebrecht FIDE meester (FM) en drie jaar later Internationaal Meester (IM). Hij behaalde vijf keer een grootmeesternorm, de eerste was in 2004 bij de 8e Internationale Beierse kampioenschappen in Bad Wiessee, daarna op het 21e Schaakfestival in 2005 in Bad Wörishofen, toen in 2007 op het 8e Europese Schaakkampioenschap in Dresden, vervolgens op het Kaupthing Opens 2007 in Differdange en uiteindelijk op de 27e Conca della Presolana in 2007, in Castione della Presolana-Bratto. FIDE verleende hem in november 2008 de titel grootmeester (GM), hoewel hij nooit een FIDE-rating hoger dan 2500 behaalde.
Vier keer werd hij kampioen van Noordrijn-Westfalen: in 1994 (in Wuppertal), 1995, 1997 (in Münster) en 2000 (in Übach-Palenberg), de beker van Noordrijn-Westfalen won hij in 1995.
In 1996 won hij de A-groep van het ZSG Computerij-Opens in Nederland. In juli 2001 won hij het Vins du Medoc International Open in Naujac-sur-Mer met 9 punten uit 9 partijen. In 2004 won hij in februari het 1. Son Servera International in Cala Millor, in juni (gedeeld met Marco Thinius) het Turm-Open in Lippstadt en in september de IM-B-groep van Gausdal Classics.

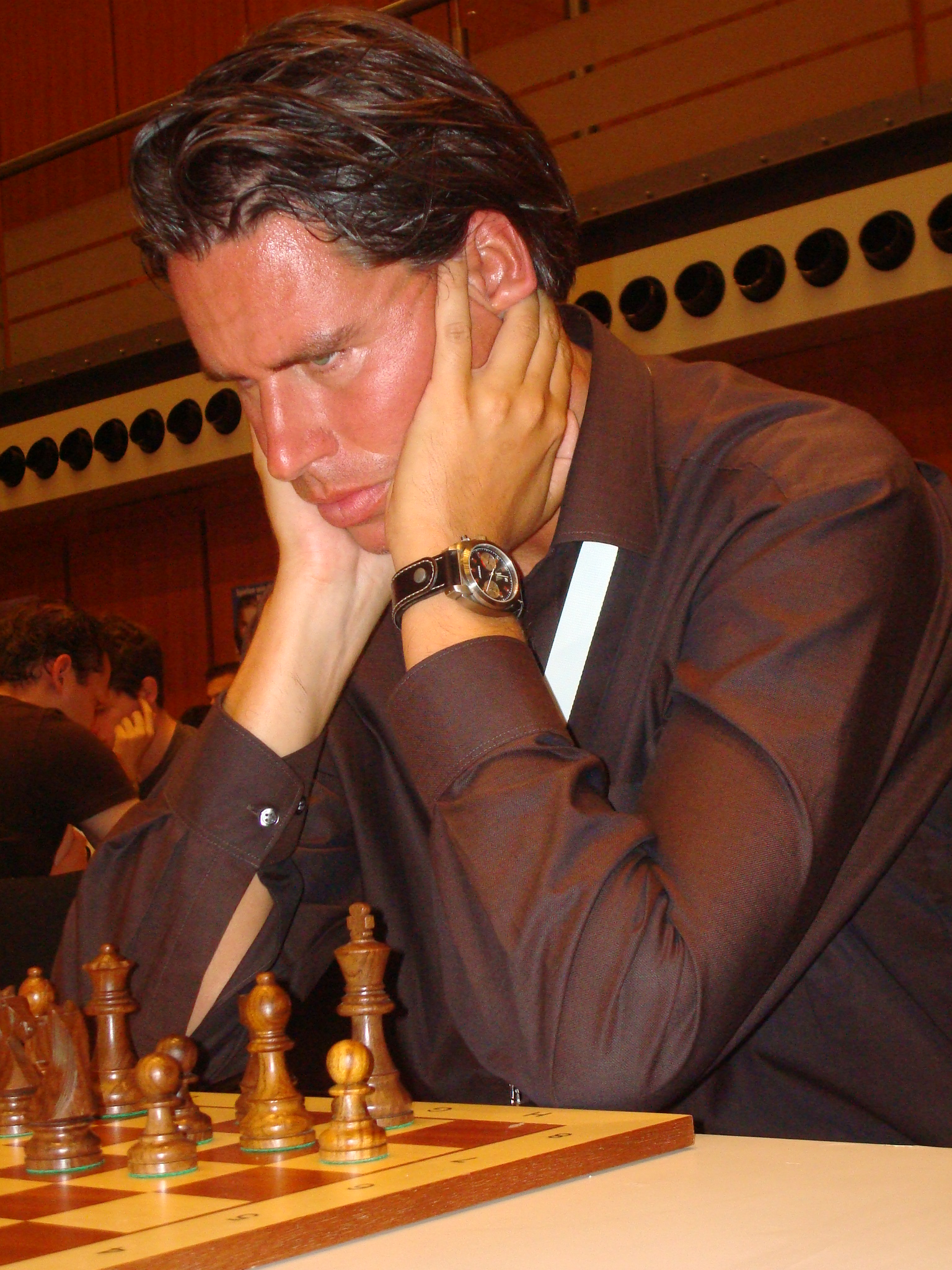
Sebastian Siebrecht

In maart 2005 won hij (gedeeld met Zhang Pengxiang) het 21. Schachfestival in Bad Wörishofen. In juni 2005 nam Siebrecht deel aan het toernooi om het 32e kampioenschap van Utrecht, dat met 5.5 uit 6 door Erwin l'Ami gewonnen werd. De Bulgaar Ventzislav Inkiov werd door weerstandspunten tweede, eveneens met 5.5 punt, terwijl Sebastian Siebrecht met Friso Nijboer en Arno Bezemer op de derde plaats eindigde.
In juni 2006 won hij het open kampioenschap van de stad Solingen. In september 2009 won hij het Young Masters Open in Lausanne. In augustus 2010 won Siebrecht de Chess960-competitie in Baden-Baden. In 2011 won hij twee internationale schaaktoernooien op Gran Canaria.
Na bijna 10 jaar niet te hebben deelgenomen aan toernooien, maakte hij in oktober 2020 een comeback met de overwinning op het internationale toernooi 42. Festival Scacchistico Internazionale Città di Arco Open A in Arco (Italië) met 8 pt. uit 9 partijen.

## Schaakverenigingen
Op twaalfjarige leeftijd werd hij lid van de vereniging SV Mülheim-Nord en stapte later over naar Essener ESG 04 (zijn huidige vereniging, die sinds een fusie met Sportfreunden Katernberg 1913 als naam heeft Schachfreunden Katernberg formte). Sinds 1989 speelde hij, met korte onderbrekingen, voor SG Bochum 31 en speelde, met deze vereniging, in 1992 voor het eerst in de Duitse bondscompetitie. Met SG Bochum 31 werd hij in 1992 en 1993 kampioen bij de jeugdteams. In seizoen 2019/20 speelde Siebrecht voor Schachfreunde Essen-Katernberg 04/32, waarmee hij van 2003 tot 2015 (toen nog de schaakafdeling van Sportfreunde Katernberg) in de bondscompetitie speelde. Hij is ook een (niet-speelgerechtigd) lid van Märkischer Springer Halver-Schalksmühle e. V. (vroeger SC Schalksmühle-Hülscheid genaamd) waar hij ook trainingen verzorgt. In België speelde hij voor KSK Rochade Eupen-Kelmis, waarmee hij deelnam aan de European Club Cup: in 2005 in Saint-Vincent (Valle d'Aosta) en in 2009 in Ohrid. Sinds 2011 speelt hij voor Schachfreunde Wirtzfeld, waarmee hij in seizoen 2012/13 kampioen van België werd. In Oostenrijk speelde hij van 2006 tot 2013 voor de SK Baden, waarmee hij in 2008 en in 2012 kampioen van Oostenrijk werd en in 2008 deelnam aan de European Club Cup in Kallithea op het Griekse schiereiland Chalcidice. In Nederland speelde hij van 2002 tot 2005 voor ZZICT/De Variant Breda, waarmee hij in 2003, 2004 en 2005 kampioen in de Meesterklasse (schaken) werd, daarna speelde hij voor Homburg Apeldoorn. In Luxemburg speelde hij voor C.E. Le Cavalier Differdange, in Frankrijk voor de Association Cannes-Echecs, in Spanje voor de Mallorcaanse vereniging Servigar Binissalem, in Griekenland voor Thessaloniki en in Zwitserland voor Schachklub Trubschachen.

## Voorvallen in partijen van Siebrecht
In 2011, bij de Duitse kampioenschappen in Bonn, werd FM Christoph Natsidis aangetroffen met een smartphone waarop hij op het toilet zijn huidige stelling in de partij tegen Siebrecht analyseerde. De partij werd geteld als te zijn gewonnen door Siebrecht.

Een jaar later werd de Bundesliga-partij van GM Falko Bindrich tegen Siebrecht verloren verklaard voor Bindrich nadat deze had geweigerd na een bezoek aan het toilet zijn smartphone bij de scheidsrechter in te leveren; later werd deze speler voor twee jaar geschorst.

## Boek
- Die stärkste Liga der Welt. Analysen – Berichte – Statistiken. Deep Chess, Ratingen 2007, ISBN 978-3-00-021220-8 (boek over de Duitse Bundesliga, seizoen 2006/07; samen met Bernard Verfürden en Georgios Souleidis)

## Externe koppelingen
- (en)   Informatie over schaakpartijen van Sebastian Siebrecht op ChessGames.com
- (en)   Informatie over schaakpartijen van Sebastian Siebrecht op 365chess.com
- (en)  FIDE-ratinggegevens voor Sebastian Siebrecht